# Keleti Frank Királyság
A Keleti Frank Királyság Német Lajos királysága volt a Verduni szerződés után. Egyike volt a felbomló Frank Birodalom három utódállamának, a Középső Frank Királyság és a Nyugati Frank Királyság mellett. Ez a képződmény a Német-római Birodalom és a mai Németország előképe a korai középkorban. Úgy is ismert, mint Francia Orientalis. Felemelkedése egybeesik a Szász-ház és a Szálifrank-dinasztia felemelkedésével. Fennállása 843-tól I. Madarász Henrik 919-es megkoronázásáig tartott. Ezt követte I. (Nagy) Ottó 962-es megkoronázásával a Német-római Birodalom létrejötte, amely  egy évezreddel később, 1806-ban bomlott fel.
A Kelet Frank Királyság négy hercegségre oszlott: Svábföld (Alemannia), Frankföld, Szászföld és Bajorország. (Ami magában foglalta Morvaországot és Karintiát.) II. Lothár 869-es halálával megszerezte Lotaringia keleti felét is.
Ez a felosztás folytatódott 1268-ig a Hohenstauf-dinasztia kihalásáig.
A 10. századtól a Keleti Frank Királyság úgy vált ismertté mint regnum Teutonicum („Teuton Királyság” vagy „Német Királyság”).

## Lásd még
- Német királyok listája
- A nyugati császárok listája.